# The Game (rappeur)
Pour les articles homonymes, voir The Game.
The Game, de son vrai nom Jayceon Terrell Taylor, né le 29 novembre 1979 à Los Angeles, en Californie, est rappeur et acteur américain. Il est influencé par les rappeurs de la West Coast, et plus particulièrement inspiré par les légendaires Ice Cube, Tupac Shakur et Eazy-E dont il s'est fait tatouer le portrait sur l'avant-bras. Il a tatoué NWA sur son ventre également. The Game est également reconnu comme l'un des piliers du rap West Coast et comme étant l'une des figures majeures du rap actuel. Il se popularise en 2005 grâce au succès de son premier album The Documentary, publié en 2005, et à Doctor's Advocate (2006). L'album The Documentary est certifié double disque de platine en mars 2005 par la Recording Industry Association of America, avec un million de ventes.
Artiste montant dans les années 2000, Game est considéré comme l'un des musiciens ayant ramené le rap West Coast auprès du grand public,,. Game est intronisé à la G-Unit par Dr. Dre et Jimmy Iovine. À cause de ses divergences avec 50 Cent, Game quitte Aftermath Entertainment et signe avec Geffen Records, un autre label de la division Interscope-Geffen-A&M d'Universal Music Group. Le deuxième album de Game, Doctor's Advocate est publié le 14 novembre 2006, qui atteint, comme son prédécesseur, la première place du Billboard 200. Doctor's Advocate ne fait pas participer Dr. Dre. Pitchfork choisit The Documentary à la 5e place son top 50 des albums de 2005. Game est nommé deux fois du Grammy dans les catégories « meilleure chanson rap » et « meilleure performance rap d'un duo ou groupe » pour le single Hate It or Love It. The New York Times nomme Doctor's Advocate de meilleur album hip-hop en 2006.
Son troisième album LAX est publié en 2008. Avec son quatrième album The R.E.D. Album, Game débute premier du Billboard 200. En septembre 2011, Game se lance dans un cinquième album, Jesus Piece, publié le 11 décembre 2012, son dernier album publié par Interscope. Après la publication d'une mixtape, OKE, le 12 octobre 2013, Birdman annonce la signature de Game chez Cash Money Records.

## Biographie

### Jeunesse et débuts (1979–2003)
Game est né Jayceon Terrell Taylor, le 29 novembre 1979, à Los Angeles, en Californie. Il grandit à Compton, une petite ville à fort taux de criminalité située en banlieue de Los Angeles. Il devient membre des Cedar Block Piru un gang de rue local de la branche des Bloods ,. Il grandit dans un quotidien dominé par la drogue et la violence. En octobre 2006, avec MTV News, Game décrit sa famille comme « dysfonctionelle » et assistait à la molestation fréquente de l'une de ses sœurs par son père. Son père était un Nutty Block Crip et sa mère une Hoover Crippelette. Son père était héroïnomane. À six ans, Taylor assiste au meurtre de l'un de ses amis par un adolescent qui en voulait à ses vêtements et à ses chaussures.

### The Documentary(2003–2005)

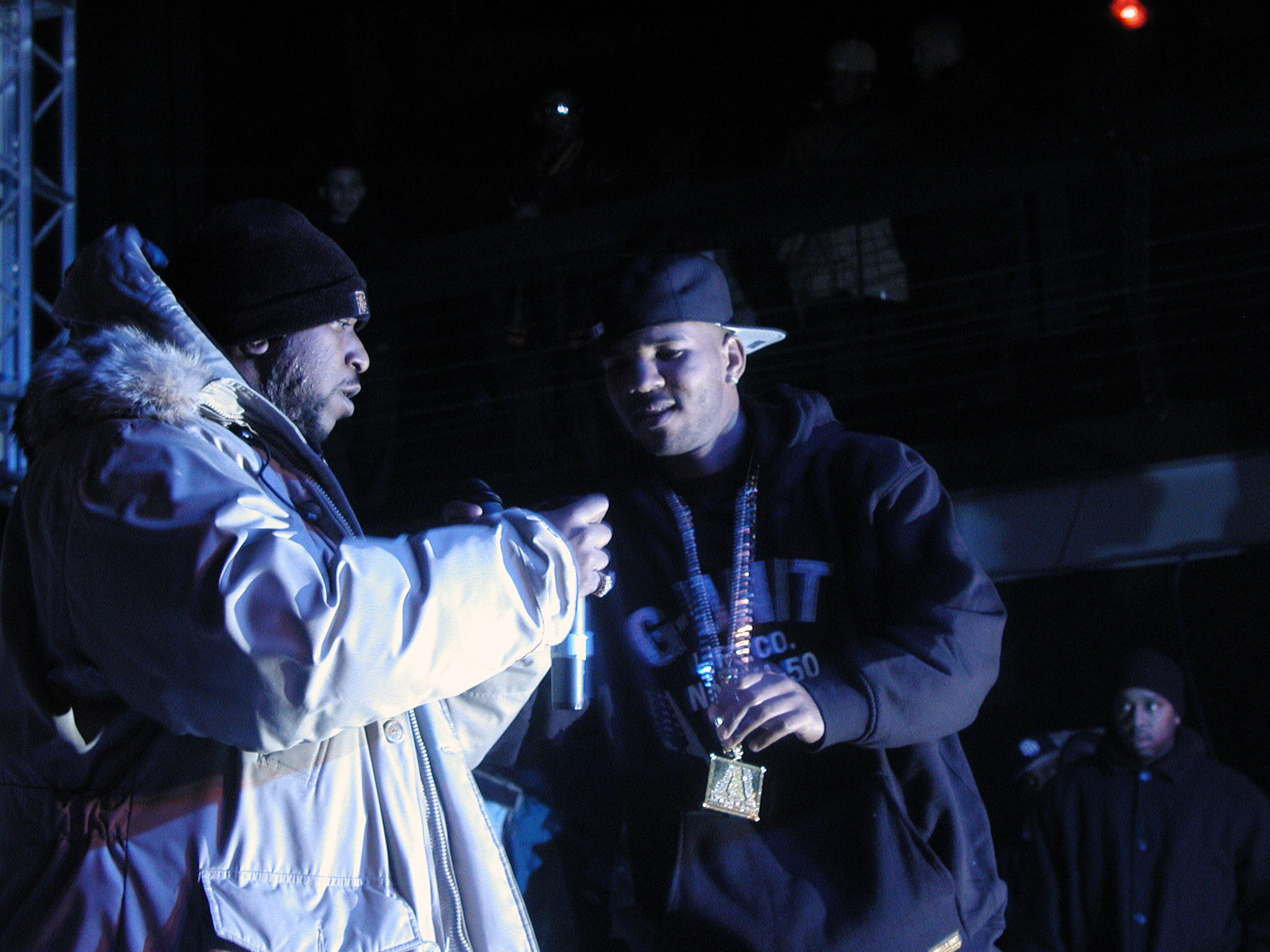
Game (à droite) et Kool G Rap (à gauche) à New York, en novembre 2004.

C'est en 2001 qu'il s'intéresse plus précisément au rap. En s'inspirant de nombreuses références, il fonde, avec son frère, le label The Black Wall Street Records sur lequel il sort ses premiers morceaux sous le pseudonyme de The Game, un nom de scène qui lui vient de sa grand-mère. Il commence à créer un buzz autour de lui avec une première mixtape, You Know What It Is Vol. 1 (2002). Sean Combs envisage alors de le signer sur son label, mais c'est finalement Dr. Dre qui l'engage chez Aftermath Entertainment.
Le 28 septembre 2004, Game publie son premier single promotionnel, Westside Story, extrait de son premier album. Il choisit d'intituler son premier album Nigga Wit' An Attitude Volume 1 (comme il le dit dans sa chanson Dreams), mais ne peut le faire car le nom est déjà emprunté par le groupe N.W.A, un diminutif de Niggas Wit Attitude. Ainsi, l'album est intitulé The Documentary, qui fait participer Dr. Dre et 50 Cent. L'album contient les singles à succès How We Do et Hate It or Love It, le dernier étant nommé deux fois d'un Grammy. L'album débute premier Billboard 200 et devient le dixième album le mieux vendu en 2005 aux États-Unis[réf. souhaitée]. Il débute également septième au Royaume-Uni et se vend à cinq millions d'exemplaires à l'international[réf. souhaitée]. En octobre 2004, il publie Untold Story chez Get Low Recordz, vendu à 82 000 exemplaires les trois premières semaines. L'album fait notamment participer Sean T, Young Noble (d'Outlawz), et JT the Bigga Figga. Game apparaît également sur quelques mixtapes de DJ's comme DJ Kaysla], DJ Whoo Kid, et DJ Clue. Game publie une deuxième mixtape You Know What It Is Vol. 2 à son propre label et participe dans le jeu vidéo NBA Live 2004 à une chanson produite par Fredwreck intitulée Can't Stop Me.
Plus tard dans l'année, le jeune rappeur Lil Eazy-E, fils du rappeur Eazy-E, lance une rivalité avec Game. Game publie une chanson intitulée 120 Bars dans laquelle il clame que Lil' Eazy-E n'écrit pas ses propres paroles. L'ennemi juré de Dr. Dre, Suge Knight, est également rival de Game. À Miami, aux MTV Video Music Awards de 2005, Suge Knight est blessé par balle par un agresseur non identifié. Game dément fermement son implication à cet incident.

### Doctor's Advocate, G-Unit et rivalité (2005–2007)

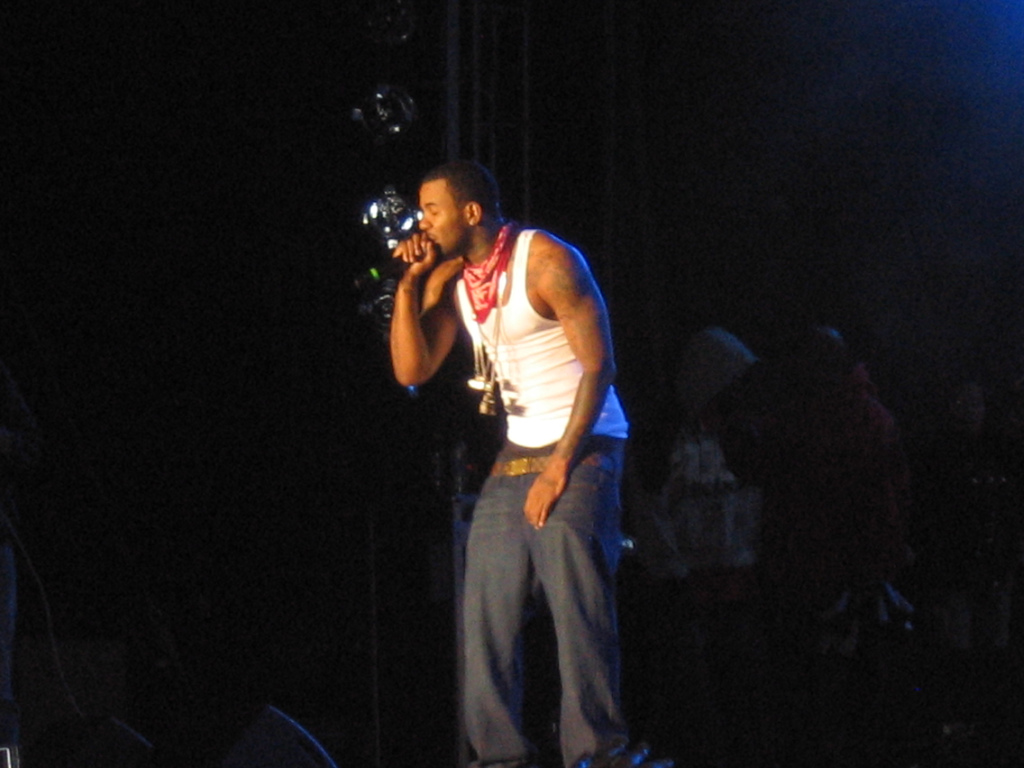
Game au Hip Hop Jam Festival de 2007 en République tchèque.

Au début de 2005, Game se lance dans une rivalité face à G-Unit. Avant même la publication du premier album de Game, et avant que cette rivalité ne soit rendue publique, des tensions commencent à apparaître entre Game et 50 Cent. Plus tard, 50 Cent et Game tiennent une conférence de presse pour annoncer leur réconciliation. Les fans restent perplexes quant à la crédibilité de cette rivalité et pensent qu'il ne s'agissait que d'un coup de publicité pour doper la vente de leurs albums. Néanmoins, après une brève période d'accalmie, la G-Unit continue à s'acharner sur Game, discréditant son image et la popularité qu'il n'aurait jamais eu sans eux. Game répond lors du Summer Jam et lance un appel au boycott de G-Unit.
Après sa performance au Summer Jam, Game répond avec 300 Bars and Runnin', une diss song envers la G-Unit ; il répond aussi à Roc-A-Fella Records sur la mixtape You Know What It Is Vol. 3. La chanson dure près de 14 minutes durant lesquelles Game critique tous les membres de la G-Unit, entre autres. 50 Cent répond dans la vidéo de son titre Piggy Bank, qui parodie Game en Monsieur Patate. Depuis, les deux partis continuent à s'attaquer sans discontinuer. Game publie deux nouvelles mixtapes, Ghost Unit et une mixtape/DVD appelée Stop Snitchin, Stop Lyin. 50 Cent répond avec le titre Not Rich, Still Lyin' dans lequel il se moque de Game. La G-Unit répond dans plusieurs mixtapes, et le nouveau membre de la G-Unit, Spider Loc, commence également à s'en prendre à Game. Game répond avec le titre 240 Bars (Spider Joke), une chanson visant principalement Spider Loc, mais qui s'adresse également à Tony Yayo et au groupe de rap M.O.P..

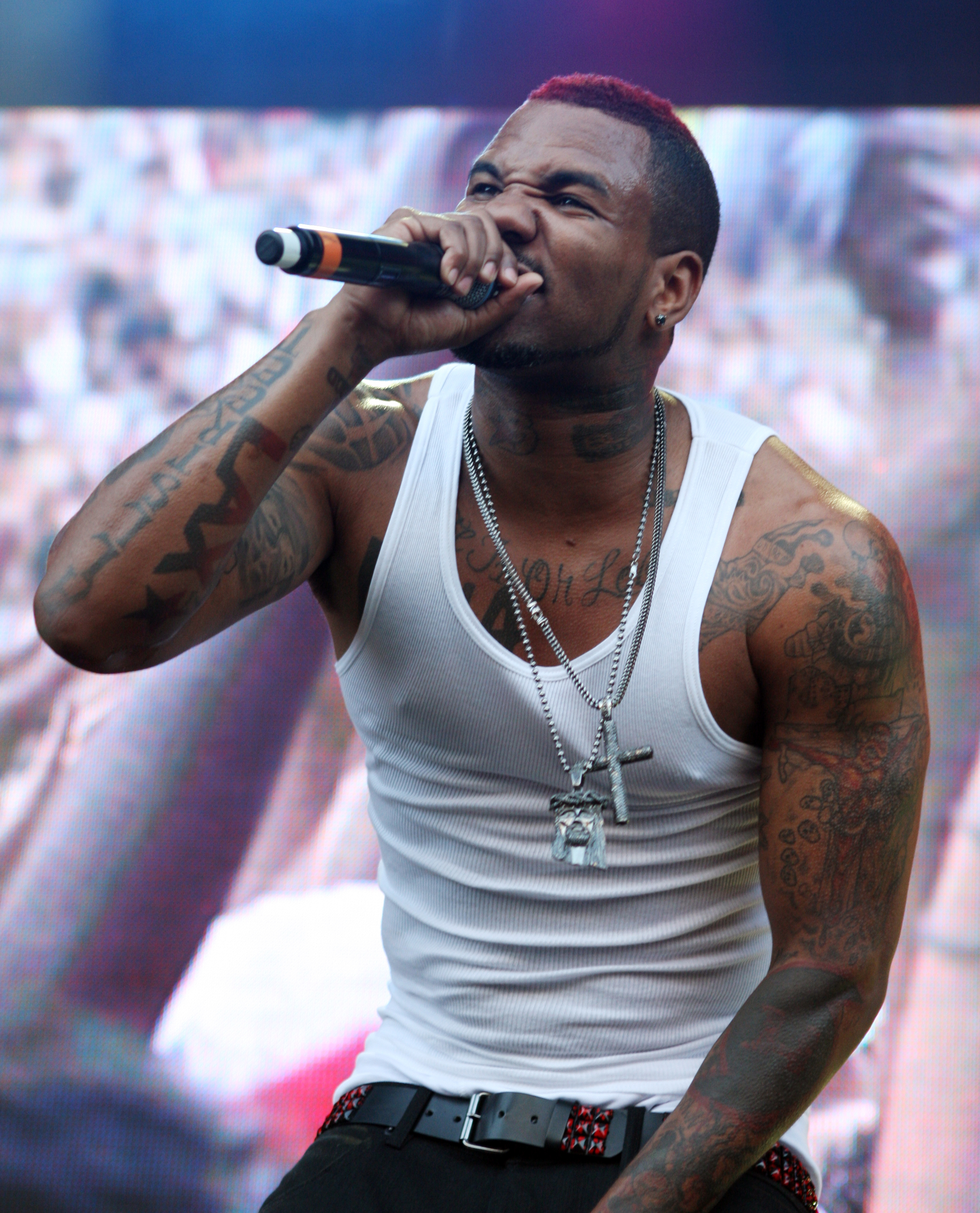
Game au Supafest de 2011.

La confrontation entre Game et Roc-A-Fella Records s'intensifie à cause d'une critique à l'encontre de Memphis Bleek concernant le nom de son label (Get Low Records), identique à l'ancien label dans lequel Game était membre (Get Low Recordz). Les paroles du single Westside Story, I don't do button-up shirts or drive Maybachs, sont perçues comme une atteinte à Jay-Z, mais Game dément cette information, expliquant qu'elles s'adressaient à Ja Rule. Plus tard, Jay-Z effectue un freestyle dans l'émission de Funkmaster Flex sur Hot 97, dans lequel il répète le mot game. Game répond avec la chanson My Bitch dans laquelle les premières paroles s'adressent à la G-Unit, le second verset à Jay-Z, et le troisième verset à Suge Knight. À la suite de ces incidents avec 50 Cent, Game quitte Aftermath Entertainment et signe avec Geffen Records, un autre label de la division Interscope-Geffen-A&M d'Universal Music Group qui mettra un terme à ses obligations contractuelles avec la G-Unit en été 2006. Le deuxième album du rappeur, Doctor's Advocate est publié le 14 novembre 2006. Cet album est publié par Game dans le but de prouver qu'il saurait atteindre seul le succès sans l'aide de Dr. Dre ou 50 Cent. Game annonce initialement faire participer Dr. Dre à l'album au magazine XXL, mais avoue en septembre la même année sur Power 105 qu'il n'y participera pas. L'album débute premier au classement Billboard 200, avec plus de 358 000 exemplaires écoulés en une semaine.
En octobre 2006, Game tente de se réconcilier avec 50 Cent dans un message qu'il lui a envoyé, sans réponse dans l'immédiat. Quelques jours plus tard cependant, sur Power 106, il explique que cette proposition n'était valable que pendant une journée. Sur l'album de Game, Doctor's Advocate, il annonce la fin des hostilités dans plusieurs de ses chansons. Cependant, elles semblent s'être de nouveau intensifiées lorsque Tony Yayo frappe le fils du CEO de Czar Entertainment Jimmy Rosemond. Game répond avec Body Bags sur You Know What It Is Vol. 4.

### LAX(2007–2009)
The Game écope le 11 février 2008 d'une peine de 2 mois ferme dans la prison du comté de Los Angeles, plus trois ans de période de probation et 150 heures de travaux communautaires. Les faits qui lui sont reprochés datent de février 2007, après avoir agressé puis menacé un homme avec une arme lors d'un match de basket-ball dans un gymnase au sud de Los Angeles. Il n'a été inculpé que pour port d'arme à l'intérieur d'une enceinte scolaire.
The Game annonce le 13 mars, sa sortie de prison après huit jours de détention. D'abord lancée comme une rumeur, puis démentie par son manager Jimmy « Henchmen » Rosemond dans un communiqué officiel, la dépêche a créé la confusion lorsque le directeur de la prison finit par affirmer que Jayceon Taylor, de son vrai nom, a bien été relâché de son pénitencier, sans avoir été transféré dans une autre prison. The Game a résolu le problème. Il s'excusa pour ses nouvelles confuses au sujet de sa libération. Il s'est dit reconnaissant envers son avocat, sa famille et son management pour avoir fait un superbe travail. Dès sa libération, The Game est allé directement en studio avec les producteurs Cool & Dre et a enregistré plusieurs titres, dont son premier single Big Dreams qui figure sur son album LAX prévu pour le 26 août 2008. Il remercie ses fans pour le soutien. Au mois d'avril 2008, The Game a écrit un morceau en réponse à la sentence qui a été prononcée contre les assassins de Sean Bell. Ce procès fait parler tout le milieu du hip-hop américain. Trois policiers de New-york auraient tiré à 50 reprises et tué Sean Bell, un jeune noir américain, quelques heures avant son mariage. La cour a rendu son verdict : Non coupable. Beaucoup d'artistes ont réagi à cette décision, dont The Game qui écrit la chanson 911 is a Joke. Si le titre de la chanson fait référence à un classique de Public Enemy. Le 22 août 2008, The Game sort son album LAX, il est classé numéro 2 des ventes aux États-Unis, avec 643 362 exemplaires écoulés en 2008. L'album est lancé par les single Game's Pain sorti le 29 avril 2008 et Dope Boys sorti le 24 juin 2008. Ice Cube, devenu très proche de The Game, a suggéré un nouvel album de la Westside Connection avec The Game, remplaçant de Mack 10 qui avait quitté le groupe en 2003 peu de temps après la sortie du second album de la Westside Connection en 2003. The Game n'a pas encore donné son avis sur le sujet.
On peut noter l'absence de 911 is a Joke sur l'album mais The Game rend hommage à Sean Bell dans le clip My Life en feat avec Lil'Wayne ou l'on voit la tombe de Sean Bell. Néanmoins, la vidéo de Camera Phone featuring Ne-Yo est sortie. En 2008 pour la sortie de cet album LAX, The Game organise un concours de tatouage et demande à l'ensemble de ses fans de dessiner un tatouage ayant un rapport avec le thème LAX. Juillet 2008, le rappeur fait son choix et parmi quelques centaines de design, il choisit le tatouage simple mais efficace dessiné par un jeune Français. Le tatouage est très simple, rouge, avec écrit en lettre capitale : LAX accompagné d'une étoile.
The Game annonce qu'il prendrait sa retraite, mais qu'il y aurait peut être un autre album s'il peut collaborer avec les artistes Dr. Dre, Ice Cube, MC Ren, King Tee, DJ Yella, DJ Quik tous issus de Compton et ayant percé dans la musique. L'album s'intitulerait D.O.C. (The Diary of Compton). The Game annonce qu'il n'y aurait pas de quatrième album et qu'il allait prendre sa retraite. Il arrête peut être de sortir des albums mais il va continuer à sortir des mixtapes. Une collaboration est prévue avec Joe Budden (morceau intitulé The Future), avec qui il s'est réconcilié et une mixtape en collaboration avec l'ex-membre du G-Unit : Young Buck. Bow Wow et The Game ont fait un pari de 100 000 dollars sur le jeu Madden '09. Le match a eu lieu le 5 septembre et The Game a largement battu Bow Wow 55 à 23. Les 100 000 dollars ont été reversés à une association. The Game est aussi sur l'album de Ludacris : Theater of the Mind et aussi sur l'album de Joe Budden : Padded Room. The Game déclare que LAX sera son dernier album, mais revient sur sa décision et prévoit de sortir un album produit par Cool et Dre. Red Rockin' est un nouveau morceau sur lequel The Game collabore avec Germ Ghee et dans lequel il utilise Auto Tune.
Quelques heures après le décès de Michael Jackson le 25 juin 2009, The Game décide de réunir Chris Brown, P. Diddy, Polow Da Don, Mario Winans, Usher et Boyz II Men pour enregistrer une musique en hommage au Roi de la Pop appelé Better on the other side (« Mieux de l’autre côté ») sur des paroles que The Game a lui-même composées. Sur le morceau Better on the other side, The Game prétend mettre fin au beef qui l'opposait à 50 Cent. Disant que c'est Michael Jackson et P. Diddy qui l'auraient convaincu de se réconciller avec 50 Cent. Sur le site de The Game, il confirme aussi les faits. 50 Cent, lui, ne s'est pas encore exprimé sur le sujet.

### The R.E.D. Album(2010–2011)

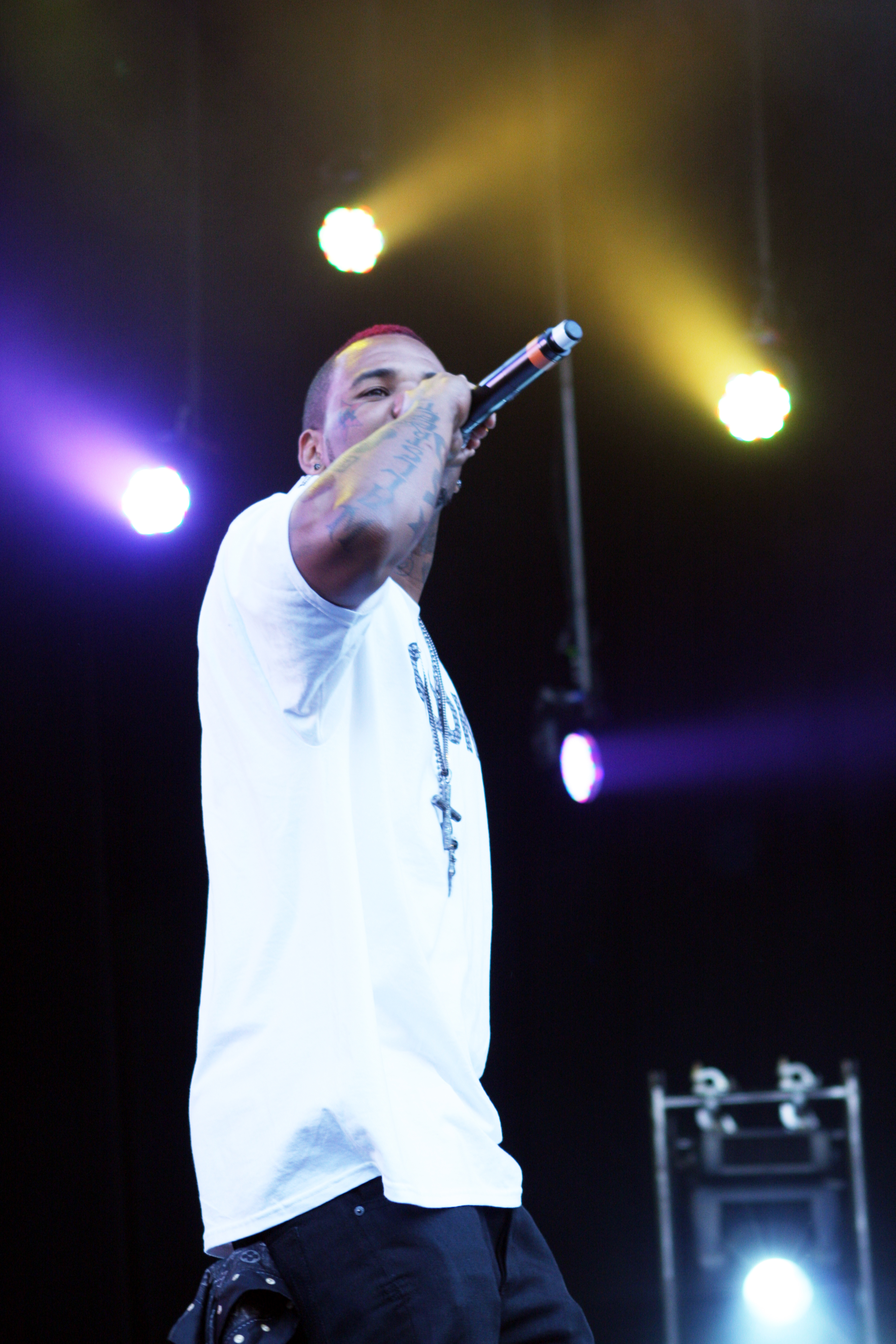
Game sur scène en 2011.

The Game sort un titre I'm so wavy, une diss track envers Jay-Z. Avant la prochaine sortie de son quatrième album The R.E.D. Album, The Game annonce à ses fans son changement de nom et devient Game. Le 15 décembre 2010, Game sort un morceau avec le rappeur français La Fouine intitulé : Caillera for life. Le 10 janvier 2011, Game sort un nouveau single qui s'intitule I'm the King, extrait de sa nouvelle mixtape Purp & Patron mixé par Dj Skee & FunkMaster Flex. Le 18 mars 2011, il fait un hommage sur le rappeur décédé Nate Dogg après trois jours de sa mort (All Doggs Go To Heaven) [RIP Nate Dogg]. Le 11 avril 2011, Game sort le titre Only One en featuring avec Chris Brown, titre qui n'est pas encore officiellement annoncé pour le RED Album. Le 13 mai 2011, Game sort un titre, She Wanna Have My Baby  (une diss-track en featuring avec Trey Songz envers Amber Rose) où il insulte cette dernière, lui reprochant d'être une fille facile qui couche avec tout le monde. À l'heure actuelle, on ne sait pas si ce son sera sur le R.E.D. Album.
Cet album devait sortir, après plusieurs dates repoussées, le 23 août 2010 (le 24 en clin d'œil au joueur de basket-ball Kobe Bryant qui porte le numéro 24 aux Los Angeles Lakers a-t-il annoncé sur twitter). Il est finalement prévu pour 2011 et sera produit par Dr.Dre et en majeure partie par Pharrell Williams. Le premier single officiel du R.E.D. Album est Red Nation feat. Lil Wayne sorti le 12 avril 2011 et produit par Cool & Dre.
Le clip de Red Nation est paru le 10 mai 2011 et a été tourné à Los Angeles. La vidéo fait l'objet de nombreuses controverse et a été officiellement banni de diffusion sur les chaines musicales MTV et BET aux États-Unis.
The Game annonce, après une conference avec son producteur et son label la publication de R.E.D. Album le 23 août 2011
Red Album" enfin sortit en 2011 et se classe numéro un aux États-Unis, 98000 Copies sont vendues dès la première semaine, il affirme bel et bien le comeback du rappeur de Compton dans le top des charts, ça fait donc pour lui son troisième album numéro un au Billboard 200. Pot Of Gold est Le second extrait de l'album en featuring avec Chris Brown sorti le 28 juin 2011. Le clip vidéo très personnel fait son apparition le 25 juillet 2011 où il replonge dans ses souvenirs d'enfance, ses enfants y font une apparition, le clip a été réalisé par Bryan Barber qui a déjà travaillé avec Game sur les clips Wouldn't Get Far et My Life. Le 20 décembre 2011 sort le troisième extrait de l'album : Martians Vs Goblins en featuring avec Tyler The Creator et Lil Wayne. Le 22 mars 2012 sort le quatrième extrait du R.E.D Album : The City featuring Kendrick Lamar.

### Jesus PieceetOKE(2012–2013)
En 2012, il sort son 5e album studio, Jesus Piece. C'est son dernier sur la major Interscope Records.
Dans cet album, le morceau "Ali Bomaye", en featuring avec 2 Chainz et Rick Ross connaît un très grand succès.
Le 13 octobre 2013, il rejoint le label Young Money Entertainment/Cash Money Records.

### Blood Moon: Year of the Wolf(depuis 2013)
D'abord intitulée Blood Money La Familia, la compilation Blood Moon: Year of the Wolf est sortie le 14 octobre 2014,.
Son neuvième album studio, Born 2 Rap sort fin 2019. The Game annonce qu'il s'agit de son dernier.

## Condamnation pour agression sexuelle
En 2016, The Game est condamné à 7,13 millions de dollars de dommages et intérêts pour une agression sexuelle contre une femme survenue lors du tournage de son émission de télé-réalité She's Got Game.

## Vie privée
The Game fréquente Aleska Jordan de 2002 à 2004, puis Tiffany Webb à partir de 2004. Le rappeur est en couple avec les chanteuses Mya et Keysha Cole durant l'année 2005.
En 2006, il fréquente la modèle vixen Maliah Michel et se fiance à l'actrice Valeisha Butterfield. Durant le mois de juin 2011, il fréquente les starlettes de télé réalité Gloria Govan et Cyn Santana. Il a un enfant avec le mannequin Zena Foster qu'il fréquente de 2012 à 2013. D'octobre 2013 à février 2014, il fréquente la sœur de son ex Kim, Khloé Kardashian. Il fréquente également Blac Chyna durant cette brève période.
En août 2015, il est photographié la main dans la culotte de la jeune mannequine de 18 ans à l'époque India Love qu'il fréquente épisodiquement de 2014 à 2017. D'après certaines rumeurs, il aurait furtivement entretenu une relation avec le mannequin Karrueche Tran. En 2015, c'est avec le mannequin Priscilla Rainey qu'il est en couple. The Game avait aussi fréquenté le model Rebecca Silvera au cours de cette période. Juillet 2015, il s'affiche en couple avec le mannequin Indya Marie. L'année suivante, il est officiellement en couple avec la mannequine Briona Mae.
En août 2016, il est très proche du mannequin Kreesha Turner. The Game est en couple avec la mannequine Dailyn Donyelle de septembre 2016 à avril 2017. Il fréquente la mannequine Apryl Jones durant le mois de novembre 2016.
The Game est fan du club de basketball des Lakers de Los Angeles. Il a 4 enfants, deux garçons King Justice Taylor, Harlem Caron Taylor et deux filles Madison Brook Taylor, California Dream Taylor.
Durant un temps, The Game a fréquenté la star de tv réalité Kim Kardashian. En août 2016, il se vante d'avoir couché avec 3 femmes du clan Kardashian. Invité sur le plateau de Wendy Williams, il réitérera ses propos en affirmant avoir eu des relations sexuelles avec Kim Kardashian qu'il fréquentait, mais aussi Khloé Kardashian et Blac Chyna, ex-fiancée de Rob Kardashian. Dans la foulée, il déclare avoir eu des aventures avec les ex-conquêtes du chanteur Usher.
En janvier 2019, le rappeur enfoncera le clou en déclarant de façon obscène dans son morceau Sauce "held Kim Kardashian by her throat, nigga / I made her swallow my kids until she choke, nigga / I should apologize cause ‘Ye is my folks, nigga". ("Je tenais Kim Kardashian par la gorge renoi/ Je lui ai fait avaler mes enfants jusqu’à qu’elle s’étouffe, renoi/ Peut-être devrais-je m’excuser parce que Kanye est mon gars, renoi" en français).

## Discographie
- 2005 : The Documentary
- 2006 : Doctor's Advocate
- 2008 : LAX
- 2011 : The RED Album
- 2012 : Jesus Piece
- 2015 : The Documentary 2
- 2015 : The Documentary 2.5
- 2016 : 1992
- 2019 : Born 2 Rap
- 2022 : Drillmatic – Heart vs. Mind (en)

## Bandes originales

### Cinéma
- 2005 : Coach Carter : Southside
- 2006 : Waist Deep : Meat
- 2008 : Au bout de la nuit : Grill

### Télévision
- 2004 : Entourage - Saison 5, épisode 1 : Mercy (remix)

## Filmographie

### Films
- 2006 – Waist Deep, de Vondie Curtis-Hall : Meat
- 2007 – Tournament of Dreams, de Don Abernathy : Troy
- 2007 – Belly 2 : Millionnaire Boyz Club : G
- 2008 – Au bout de la nuit, de David Ayer : Grill

### DVD
- 2004 – Life in a Day: The DVD : lui-même
- 2005 – [he Documentary: The DVD : lui-même
- 2005 – Beef 3 : lui-même
- 2006 – Stop Snitchin–Stop Lyin: The DVD : lui-même
- 2006 – Doctor's Advocate: The DVD : lui-même
- 2007 – Beef 4 : lui-même

## Jeu vidéo
- 2004  - Grand Theft Auto: San Andreas : B-dup (voix)
- 2007  - Def Jam Icon : lui-même  (personnage jouable)
- 2021 - NBA 2k22

## Distinctions
- 2005 : BET Awards ; révélation de l'année (nommé)
- 2005 : BET Awards ; meilleur collaboration (pour Hate It or Love It) feat. 50 Cent (nommé)
- 2005 : MTV Video Music Awards ; Meilleur clip rap de l'année (pour Hate It or Love It) feat. 50 Cent (nommé)
- 2006 : Grammy Awards ; meilleur chanson rap de l'année (Hate It or Love It) feat. 50 Cent (nommé)
- 2006 : Grammy Awards ; meilleur duo rap de l'année (Hate It or Love It) feat. 50 Cent (nommé)
- 2007 : Ozone Awards ; meilleur album west coast rap de l'année (Doctor's Advocate) (gagnant)
- 2008 : Ozone Awards ; meilleur artiste rap West Coast de l'année (gagnant)
- 2008 : Rap2k Award ; meilleur album rap us de l'année (LAX) (gagnant)